# Rohozná (kraj Wysoczyna)
Rohozná – gmina w Czechach, w powiecie Igława, w kraju Wysoczyna.
1 stycznia 2017 gminę zamieszkiwało 409 osób, a ich średni wiek wynosił 42,0 roku.